# Bir Haddada
Bir Haddada (em árabe: بئر حدادة) é uma comuna localizada na província de Sétif, Argélia. Sua população estimada em 2008 era de 20 860 habitantes.